# ريان يونغه
ريان يونغه (بالإنجليزية: Ryan Junge)‏ هو لاعب كرة قدم أمريكي في مركز الدفاع، ولد في 7 سبتمبر 1984 في أوماها في الولايات المتحدة. لعب مع كولومبوس كرو.

## وصلات خارجية
- ريان يونغه على موقع الدوري الأمريكي (الإنجليزية)
- ريان يونغه على موقع قاعدة بيانات كرة القدم.إي يو (الإنجليزية)